# Cymbidium wenshanense
Cymbidium wenshanense је врста орхидеја из рода Cymbidium и породице Orchidaceae. Природно станиште је Кина (покрајна Јунан) па до Вијетнама. Нису наведене подврсте у Catalogue of Life.